# Thomas Hunt Morgan
Thomas Hunt Morgan (Lexington, 25 settembre 1866 – Pasadena, 4 dicembre 1945) è stato un genetista e biologo statunitense.
Fu professore alla Columbia University di New York fino al 1928, in seguito divenne direttore dei laboratori biologici del California Institute of Technology a Pasadena.
Nel 1933 gli fu assegnato il Premio Nobel per la medicina, essendo stato tra i pionieri dell'embriologia e della morfologia sperimentale alle quali recò un contributo eccezionale.
Nel campo della genetica compì ricerche fondamentali sul tipico moscerino da frutta (Drosophila melanogaster), iniziate nel 1910 a New York e continuate grazie all'aiuto di numerosi collaboratori (Bridges, 
Sturtevant, Muller ed altri), in seguito alle quali riconobbe nei cromosomi i portatori dei geni, dimostrando così le basi degli studi già effettuati in precedenza da Gregor Mendel.
Morgan riconobbe la localizzazione e l'ordinamento lineare dei geni nei cromosomi, dimostrandone la capacità di dar luogo a mutazioni e gettando in tal modo le basi della teoria cromosomica dell'ereditarietà.

## Esperimento
Soltanto dopo anni i biologi furono in grado di comprendere l'importanza dei risultati degli esperimenti condotti da Gregor Mendel. Walter Sutton, ad esempio, nel 1902 si rese conto che le sue scoperte non furono poi così innovative rispetto al lavoro di Mendel.
Egli, difatti, stava studiando la produzione di gameti maschili della cavalletta, quando, osservando la meiosi, notò che i cromosomi risultavano appaiati sin dalla prima divisione meiotica e che i due cromosomi, quali andavano a costituire la coppia, si assomigliavano molto. Osservò inoltre che nelle cellule diploidi i cromosomi sembravano essere raggruppati in coppie.
Egli fu colpito dal parallelismo delle sue scoperte con la prima tesi di Gregor Mendel sulla segregazione. Da questo confronto apparve con chiarezza il fatto che i cromosomi fossero i portatori dei geni.
Alcuni anni dopo la pubblicazione dei suoi esperimenti, non si credeva ancora però che i geni avessero una consistenza fisica e inoltre gli studi di Sutton sembrava fossero poco attinenti agli studi sull'ereditarietà. Il contributo decisivo per dimostrare la collocazione dei geni sui cromosomi venne dato dagli esperimenti di incrocio sul moscerino della frutta “Drosophila melanogaster”, i quali dimostrarono che alcuni caratteri ereditari dipendono dal sesso (si trovano sui cromosomi sessuali).
La peculiarità dei caratteri legati al sesso è il fatto che portano informazioni ereditarie le quali non seguono le leggi mendeliane. Il primo scienziato che si accorse di questa anomalia fu Thomas Hunt Morgan, il quale scelse appunto il moscerino della frutta come oggetto dei suoi studi. Essi infatti presentavano soltanto quattro paia di cromosomi e la loro riproduzione era notevolmente rapida.
Il primo passo di questo esperimento fu individuare la caratteristica peculiare della Drosophila: grandi occhi di un rosso brillante. Iniziarono l'esperimento effettivo incrociando gli stessi moscerini fra loro, e, un giorno, dopo varie generazioni, comparve un moscerino che presentava occhi bianchi.
Il soggetto, classificato come “mutante”, venne fatto incrociare con una femmina con occhi rossi e, di conseguenza, tutta la generazione F1 nacque con gli occhi rossi. Dunque il fenotipo “occhi bianchi”sembrava essere recessivo.
Morgan poi incrociò tra loro i moscerini della generazione F1, tuttavia nella generazione F2 i dati furono diversi dalle aspettative, in quanto si manifestò comunque il rapporto atteso (3:1) tra i fenotipi dominante e recessivo, ma tutti gli individui con gli occhi bianchi erano maschi.
Sulla base degli esperimenti effettuati venne formulata la seguente ipotesi: “il gene codificante per il colore degli occhi è presente solo sul cromosoma sessuale femminile X e che il bianco (w) si manifesta solo in assenza dell'allele selvatico(w+). Venne pertanto dimostrato che certi caratteri ereditari dipendono dal sesso, cioè che i geni che li determinano si trovano sui cromosomi sessuali.